# Anni Stolte
Anni Stolte (* 24. Februar 1915 in Düsseldorf; † 18. April 1994 ebenda) war eine deutsche Schwimmerin.

## Karriere
Anni Stolte startete bei den Olympischen Sommerspielen 1936 in Berlin im Wettkampf über 100 m Rücken. Sie schied im Halbfinale aus.